# ХТ-37
ХТ-37 (ОТ-37) (или же БХМ-4) — советский малый химический (огнемётный) танк, созданный на базе плавающего танка Т-37.

## История
В этой машине пулемет заменялся огнеметом КС-35 (36 л. огнесмеси на 17 выстрелов). Всего было выпущено 75 шт. Из-за слабого бронирования было решено переделать обратно в базовую машину.

## Боевые действия
К началу Великой Отечественной войны в строю еще оставались 10 шт. Эти немногочисленные ХТ-37 впоследствии использовались как средство для борьбы с предполагаемыми посадочными десантами немцев на советских аэродромах.